# Kid Meireles
Kid Meireles (Salvador, 24 de fevereiro de 1930) é um político brasileiro.
Filho de Cid Meireles e de Cesaltina Negrão Meireles. Casou com Terezinha Guimarães Meireles.
Foi candidato a deputado estadual à Assembleia Legislativa de Santa Catarina nas eleições de 1966 pela Aliança Renovadora Nacional (ARENA), obtendo 6.422 votos, ficando como suplente, sendo convocado para a 6ª Legislatura (1967-1971).